# Jan Steven van Esveldt Holtrop

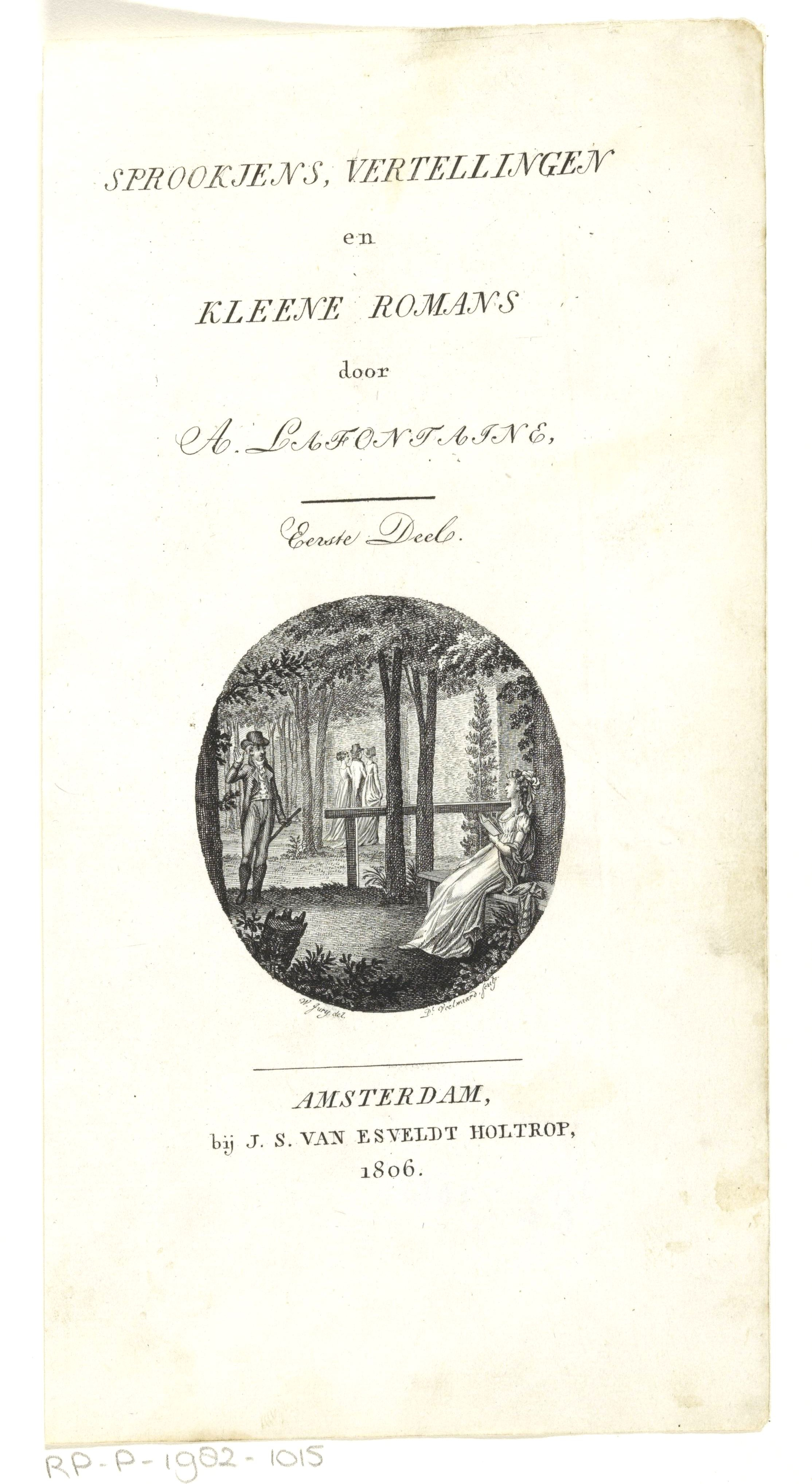
Titelpagina: A. Lafontaine, Sprookjens, vertellingen en kleene romans, 1806

Jan Steven van Esveldt Holtrop,, ook Johannes Stephanus van Esveldt, (Amsterdam, 1777 - 's-Gravenhage, 20 november 1833) was een Nederlands uitgever.

## Biografie
Holtrop was een zoon van Willem Holtrop en Helena van Esveldt. Hij was getrouwd met Catharina Brouwer, uit welk huwelijk onder andere een zoon, Johannes Willem Holtrop.
In 1808 heeft Holtrop de afdeling uitgeven van zijn vaders boekhandel overgenomen, nadat deze zich door zijn benoeming tot provisioneel commissaris-generaal van politie (21 augustus 1806) uit deze handel terugtrok. Hij kreeg in 1808 het recht zich koninklijke boekhandelaar te noemen. Omstreeks 1810 werd hij aangesteld tot inspecteur van de Franse staatsloterij. Na 1813 aanvaardde hij een betrekking bij de afdeling armenzorg van het departement van binnenlandse zaken in Den Haag.

## Vertaalde de volgende toneelstukken
- Augustinus en Theodorus of de twee Pages, treurspel 1789
- Ieder veege zijn eigen vloer, treurspel 1799
- (V.E.H.) De verhinderde reis, blijspel 1800
- De schrijflessenaar of de gevaren der jeugd, treurspel 1807
- De kruisvaarders, treurspel 1803

## Ander werk
- Gezangboek voor vrijmetselaren.[1]